# Jacek Kowalski

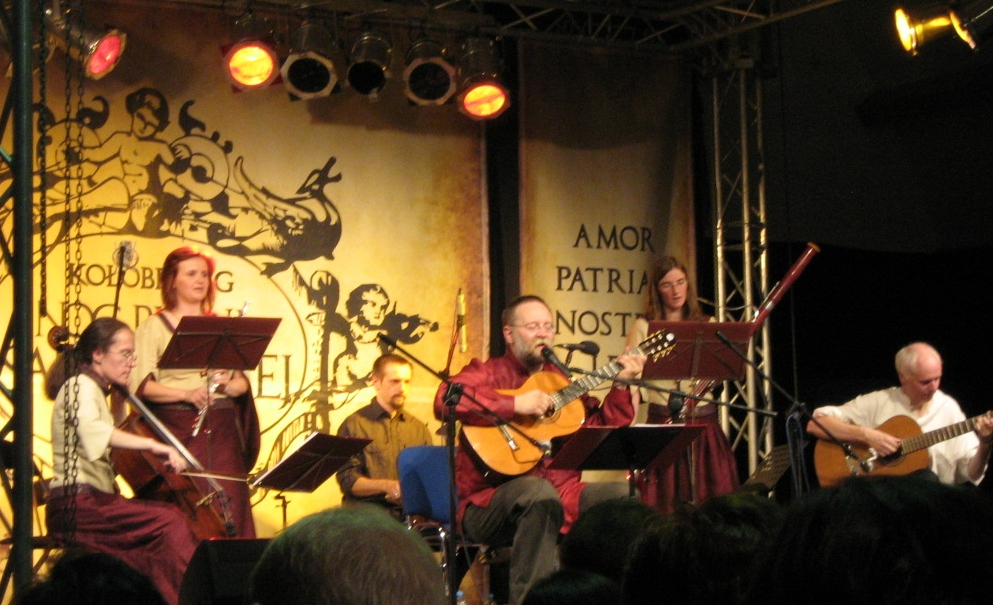
Jacek Kowalski z zespołem Monogramista JK

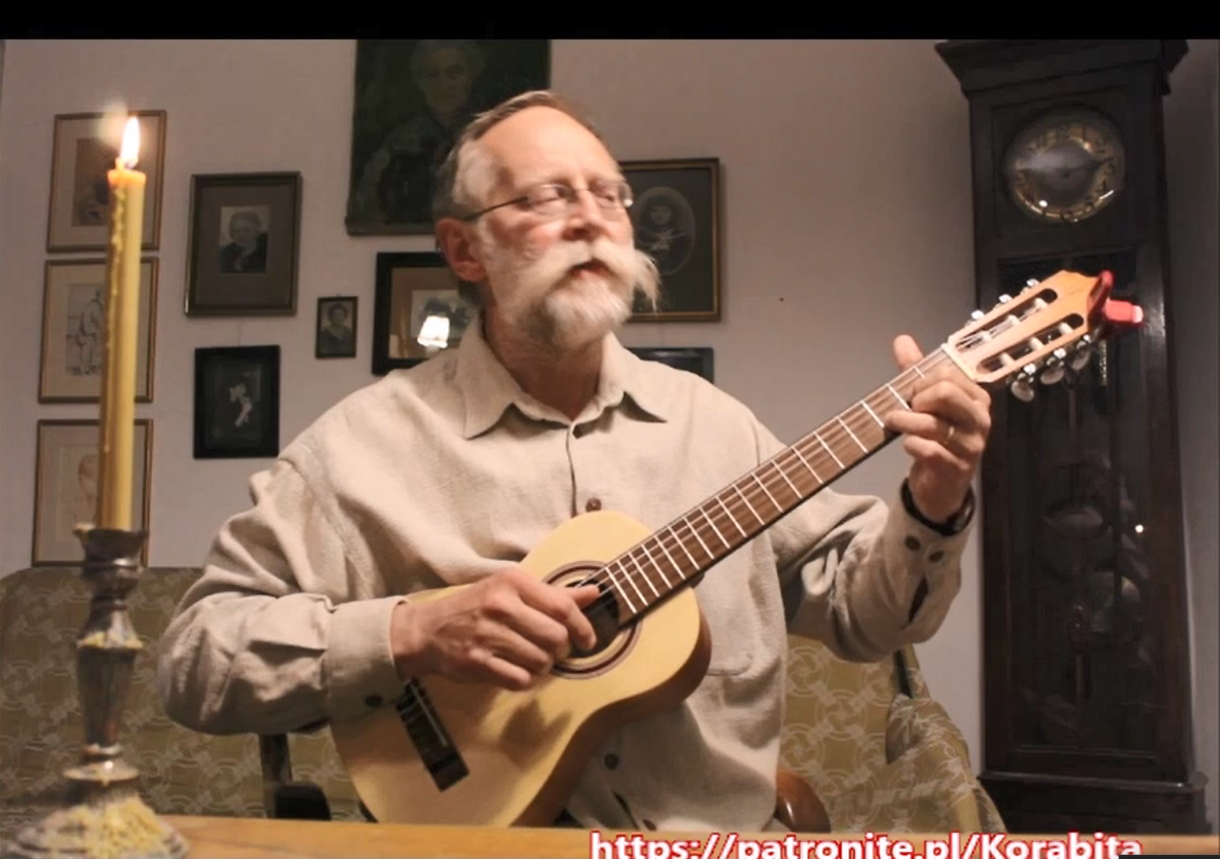
Koncert Domowy Jacka Kowalskiego emitowany z jego konta na Facebooku podczas pandemii COVID-19

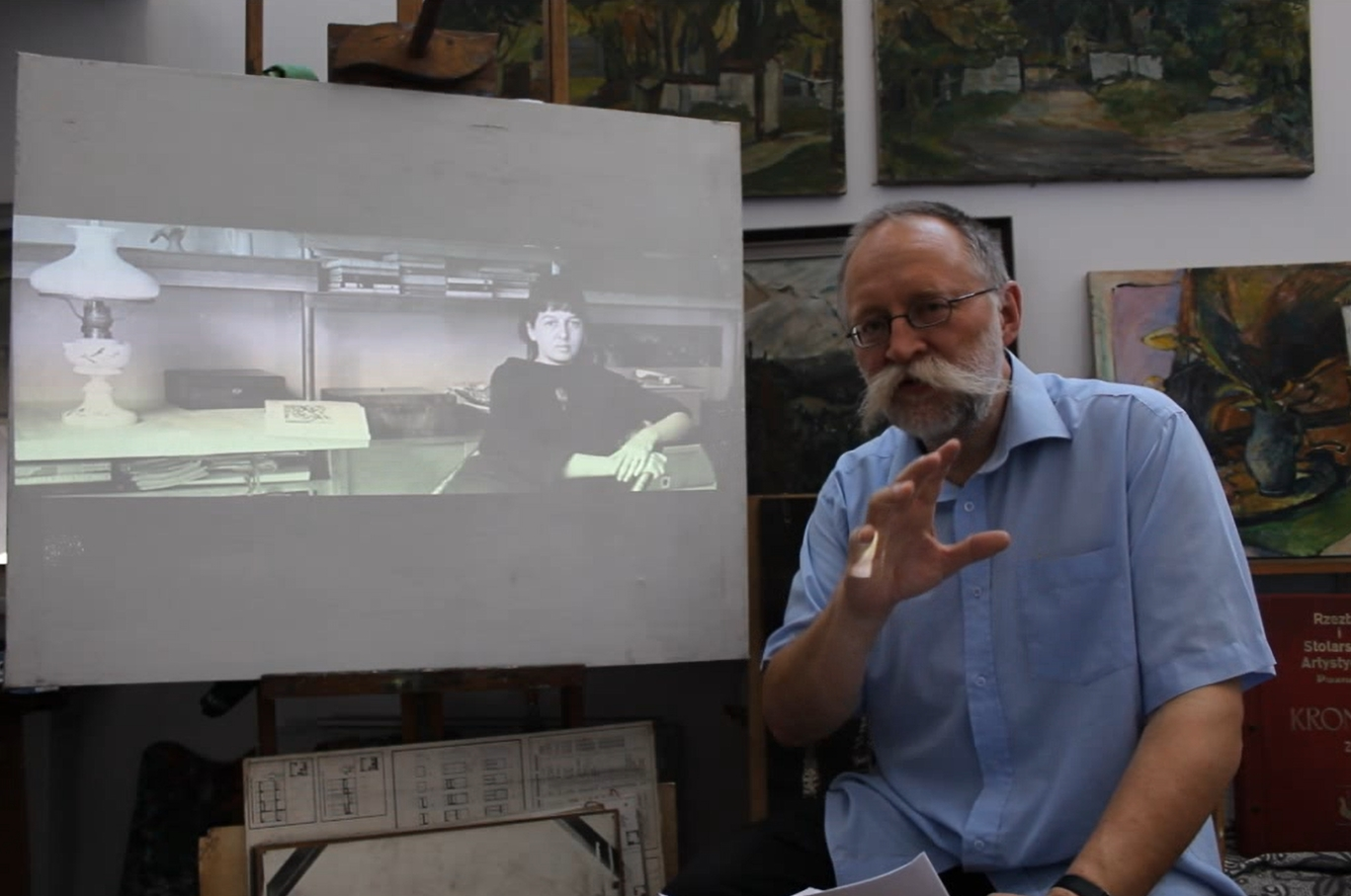
Wykład Jacka Kowalskiego o twórczości jego rodziców emitowany online (2021)

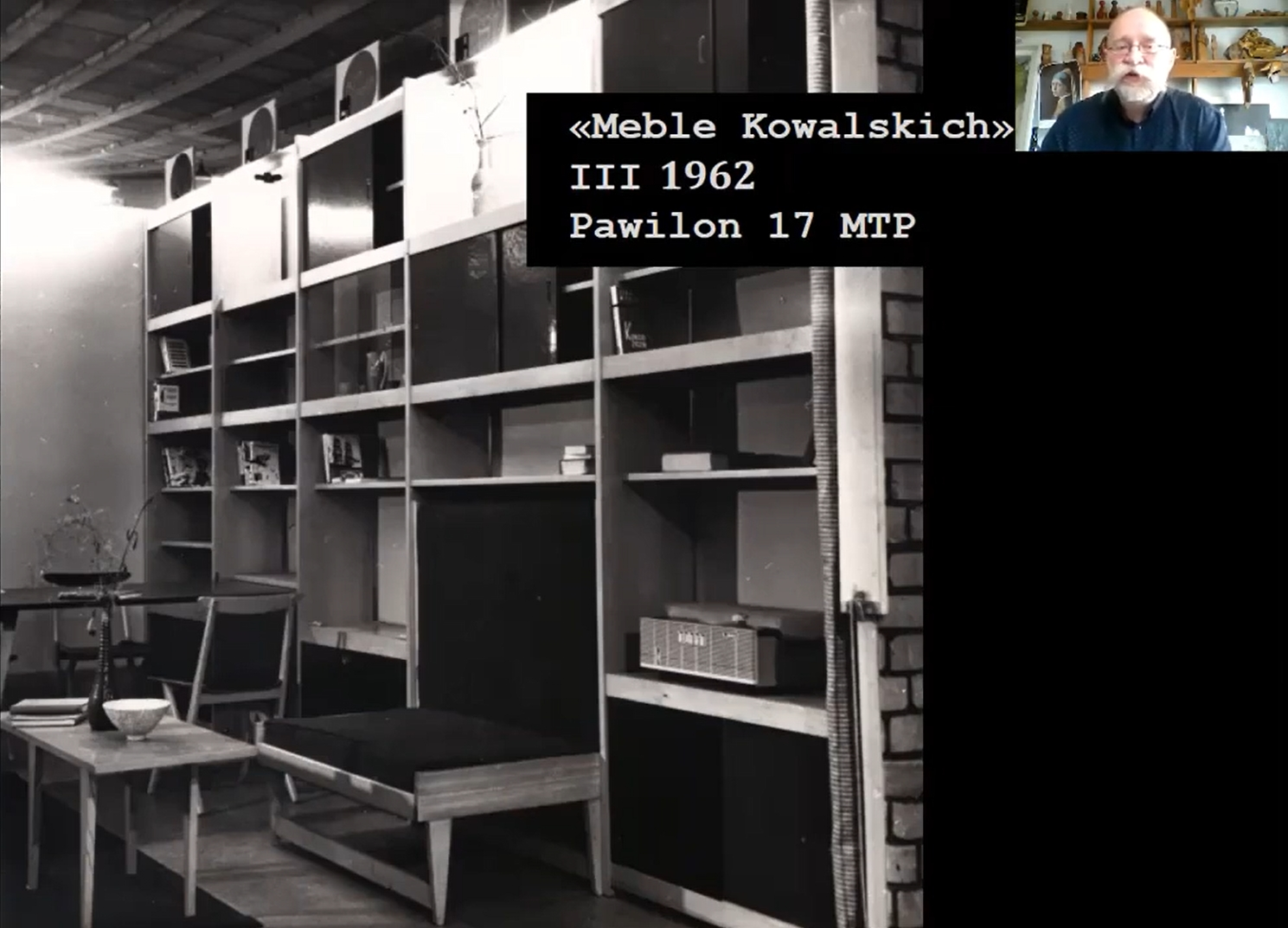
Wykład Jacka Kowalskiego o Meblach Kowalskich, zaprojektowanych przez jego rodziców, emitowany online (2021)

Jacek Piotr Kowalski (ur. 1964 w Poznaniu) – polski historyk sztuki, poeta i pieśniarz, tłumacz literatury starofrancuskiej na język polski, profesor nadzwyczajny Uniwersytetu im. Adama Mickiewicza w Poznaniu.

## Życiorys
Ukończył I Liceum Ogólnokształcące im. Karola Marcinkowskiego w Poznaniu (matura 1983). Absolwent Instytutu Historii Sztuki Uniwersytetu im. Adama Mickiewicza w Poznaniu (1988). Jego praca magisterska była poświęcona opisom architektury w literaturze średniowiecznej Francji. Zatrudniony w Instytucie Historii Sztuki UAM jako asystent w Zakładzie Historii Sztuki Średniowiecznej (1988). Stopień doktora uzyskał w 1997 na podstawie dysertacji Tematy architektoniczne w literaturze starofrancuskiej drugiej połowy XII wieku (promotor prof. Szczęsny Skibiński; wydanie książkowe pt. Rymowane zamki. Tematy architektoniczne w literaturze starofrancuskiej drugiej połowy XII wieku, Warszawa 2001). Odtąd zatrudniony jako adiunkt. W 2011 uzyskał stopień doktora habilitowanego na podstawie rozprawy Gotyk Wielkopolski. Architektura sakralna XIII–XVI w.
Jest autorem kilkudziesięciu książek naukowych i popularnonaukowych oraz nagrań (kasety i CD). Początkowo, od roku 1987, jego głównym wydawcą był Janusz Kotarba (+2003) z Krakowa, redaktor publikacji drugiego obiegu i działacz społeczny, który w wolnej Polsce założył firmę „Paganini”. W ostatnich dwóch dekadach większość książek i płyt Jacka Kowalskiego publikowały Wydawnictwo Fundacji Świętego Benedykta i Wydawnictwo Dębogóra z Poznania. Ponadto współpracował z Wydawnictwem DiG, Wydawnictwem Volumen, Państwowym Wydawnictwem Naukowym oraz wydawnictwem Zona Zero. Swoje teksty i przekłady publikował m.in. w „Czasie Kultury”, „Artium Quaestiones”, „Kronice Miasta Poznania”, „Pamiętniku Biblioteki Kórnickiej”, „Christanitas”, „Naszym Dzienniku” i tygodniku „Sieci”. Od lat regularnie publikuje artykuły w czasopiśmie „Polonia Christana”. U progu lat 90. XX wieku jego poetyckie gawędy o Poznaniu ukazywały się w poznańskiej mutacji „Gazety Wyborczej”. Prowadził redakcję naukową szeregu publikacji Wydawnictwa Naukowego Poznańskiego Towarzystwa Przyjaciół Nauk.
Laureat XXIV Studenckiego Festiwalu Piosenki w Krakowie (1988), jest wykonawcą własnych piosenek, dawnych pieśni polskich oraz swoich przekładów pieśni starofrancuskich. Występuje z zespołami Monogramista JK i Klub Świętego Ludwika, w duecie z lutnistą Henrykiem Kasperczakiem, niekiedy także solo. Dwa programy poświęcone polskim pieśniom XIX wieku opracował z Henrykiem Kasperczakiem i Anną Śliwą. Jest tłumaczem i popularyzatorem poezji starofrancuskiej (m.in. François Villona i Karola Orleańskiego). Przełożył też powieść Clisson i Eugenia autorstwa Napoleona Bonaparte. W twórczości własnej często nawiązuje do poezji sarmackiej (zaprzecza jednak istnieniu tzw. sarmatyzmu, sprzeciwiając się stosowaniu tego terminu). Występuje dla rozmaitej publiczności: przed miłośnikami muzyki dawnej (m.in. liczne koncerty na festiwalu Maj z Muzyką Dawną we Wrocławiu), piosenki autorskiej, pieśni religijnych, patriotycznych, a także przed rekonstruktorami historycznymi (m.in. wielokrotnie podczas rekonstrukcji bitwy pod Grunwaldem i podczas Pól Chwały w Niepołomicach), czy podczas festiwalu Malta w Poznaniu.
Od czasu studiów związany z Duszpasterstwem Akademickim OO. Dominikanów w Poznaniu, działał w środowisku skupionym wokół o. Tomasza Pawłowskiego OP i o. Jana Góry OP. Autor Szopek Dominikańskich JK pisanych corocznie i wystawianych w tymże duszpasterstwie przez ponad dwadzieścia lat począwszy od roku 1988 przez Teatrzyk Towarzyski. Tę działalność Jacka Kowalskiego wspierała m.in. Krystyna Feldman. Jego współpracownikiem był wówczas Paweł Grabowski (1977–2007), któremu później zadedykował wydanie tekstów Teatrzyku Towarzyskiego. Uczestniczył też w działaniach o. Jana Góry na Jamnej i na Lednicy, pisząc pieśni i teksty misteriów (m.in. pieśń Drzewo Krzyża surowe, która szeroko się spopularyzowała, najczęściej mylnie uważana za pieśń staropolską anonimowego autora). Część widowisk realizował osobiście jako reżyser na Jamnej i w Szczepanowie (Misterium o św. Jacku, Misterium o św. Stanisławie, Misterium Jamneńskie Wniebowzięcia Najświętszej Maryi Panny).
Autor scenariuszy i tekstów teatralnych, programów telewizyjnych (Receptury klasztorne realizowane przez TVP3 w Poznaniu; koncert Konfederacja barska po Kowalsku, 2023), oraz sztuk scenicznych o tematyce historycznej (np. Historia o Gogolewskim, 2001, Cesarski ciach, 2006). Na zamówienie władz Poznania napisał i wyreżyserował plenerowe przedstawienia o Ludgardzie oraz o historii poznańskiego ratusza. Autor pieśni (od 2010) i tekstów (od 2011) Misterium męki Pańskiej w Górze Kalwarii (Kalwaria Mazowsza) wystawianego corocznie przez tamtejsze Bractwo Męki Pańskiej w latach 2010–2019, jak też misterium o św. Stanisławie Papczyńskim, wykonywanych tamże z osobistym udziałem autora i jego zespołów muzycznych, a po przerwie związanej z pandemią w latach 2020–2022 z towarzyszeniem nagrania audio. Autor scenariusza do widowiska plenerowego o historii Polski Orzeł i Krzyż (2016, wciąż modyfikowane), wystawianego corocznie w Murowanej Goślinie pod Poznaniem w Parku Dzieje przez Stowarzyszenie Dzieje oraz tekstów do szeregu innych widowisk realizowanych tamże. Od kilku lat prowadzi cykliczną audycję w Radio Poznań (dawniej Radio Merkury) pt. Kowalski na pięć minut.
Długoletni sekretarz naukowy Seminarium Mediewistycznego im. Alicji Karłowskiej-Kamzowej, współorganizowanego przez Poznańskie Towarzystwo Przyjaciół Nauk, Instytut Historii Sztuki UAM i Muzeum Archidiecezjalne w Poznaniu. Przedstawiciel Prezydenta Rzeczypospolitej Polskiej w Radzie Kuratorów Fundacji Zakłady Kórnickie.
W 2005 przynależał do Honorowego Komitetu Poparcia Lecha Kaczyńskiego w wyborach prezydenckich. W 2010 poparł kandydaturę Marka Jurka w wyborach prezydenckich i wszedł w skład jego społecznego komitetu poparcia. Członek Akademickiego Klubu Obywatelskiego im. Prezydenta Lecha Kaczyńskiego w Poznaniu.
Wszedł w skład komitetu wspierającego kandydaturę Karola Nawrockiego na prezydenta RP w wyborach w 2025.

## Nagrody i odznaczenia (wybór)
- Laureat XXIV Studenckiego Festiwalu Piosenki w Krakowie (1988)
- Nagroda Poznańskiego Przeglądu Nowości Wydawniczych (2011)
- Nagroda Naukowa Miasta Poznania (2011)
- Nagroda Naukowa Prezesa Rady Ministrów za wysoko ocenione osiągnięcia będące podstawą nadania stopnia naukowego doktora habilitowanego (2012)
- Nagroda im. Józefa Łukaszewicza za najlepszą książkę o Poznaniu (2014)
- Nagroda Fundacji Kultury Polskiej Filii w Poznaniu i Regionalnego Obserwatorium Kultury UAM Kultury Polskiej (2015)
- medal brązowy „Zasłużony Kulturze Gloria Artis” (2016)
- Nagroda Literacka im. Józefa A. Mackiewicza za książkę pt. Sarmacja. Obalanie mitów. Podręcznik bojowy (2017)[39]
- Doroczna Nagroda MKiDN w kategorii Nagroda im. Tomasza Merty „Między historią a literaturą” (2019)[40]
- Nagroda Magazynu Literackiego «Książki» za Książkę Miesiąca «„Straszny Dwór”, czyli sarmackie korzenie Niepodległej» – książka czerwca 2019 kategoria «eseistyka» (2019)
- w roku 2022 Komisja Kultury Rady Miasta Poznania zatwierdziła jego kandydaturę do nagrody „zasłużony dla Miasta Poznania”, jednak wskutek protestów stowarzyszenia Grupa Stonewall i artykułów Tomasza Nyczka w „Gazecie Wyborczej”, którzy uznali konserwatywne poglądy Jacka Kowalskiego za ohydne, Rada Miasta Poznania nie przyznała mu nagrody, co było precedensem w dziejach tego wyróżnienia (aż dotąd ustalenia Komisji Kultury, w której reprezentowane są wszystkie opcje polityczne, były bezdyskusyjnie akceptowane przez Radę).
- Krzyż Kawalerski Orderu Odrodzenia Polski za wybitne zasługi w pracy naukowo-badawczej, za upowszechnianie polskiej kultury i historii sztuki i za aktywność społeczną (2022)[41][42]
- Złoty Ryngraf III Festiwalu Kultury Narodowej «Pamięć i Tożsamość» przyznany głosami publiczności koncertowi Jacka Kowalskiego i zespołu Monogramista JK Konfederacja Barska po Kowalsku zrealizowanemu dla TVP3 (2023)[43]

## Życie prywatne
Jego żoną jest Anna Księska-Kowalska (siostra Dominika Księskiego), mają sześcioro dzieci.
Jego rodzina ze strony matki związana jest od kilku stuleci z Kórnikiem, gdzie obecnie mieszka w domu swojego dziadka Stanisława Michałowskiego, przedwojennego działacza społecznego i polityka, podsądnego „Procesu 16" w 1945 roku, którego wspomnienia opracowuje (częściowo opublikowane w 1995 i 2005) i prowadził stronę internetową na jego temat (obecnie wygasła). Dzieje tego domu i przodków opisał w 2015 r. w czasopiśmie „Pamiętnik Biblioteki Kórnickiej” . 
Rodzina ze strony ojca ma korzenie mazowieckie (pradziadek Tomasz był zarządcą folwarku radziwiłłowskiego pod Nieborowem) i kresowe (ojciec urodził się w Stołpcach nad Niemnem). Rodzice – artyści-plastycy, projektanci Bogusława i Czesław Kowalscy – zaprojektowali w roku 1962 meblościankę zwaną „Meblami Kowalskich” (także: „Segmentem Kowalskiego”, „Meblościanką Kowalskich” lub w skrócie „Kowalskimi”) – pierwszy masowo produkowany i jeden z najpopularniejszych mebli epoki PRL. Jacek Kowalski poświęcił im i ich twórczości książkę „Meble Kowalskich. Ludzie i rzeczy” (Poznań 2014).

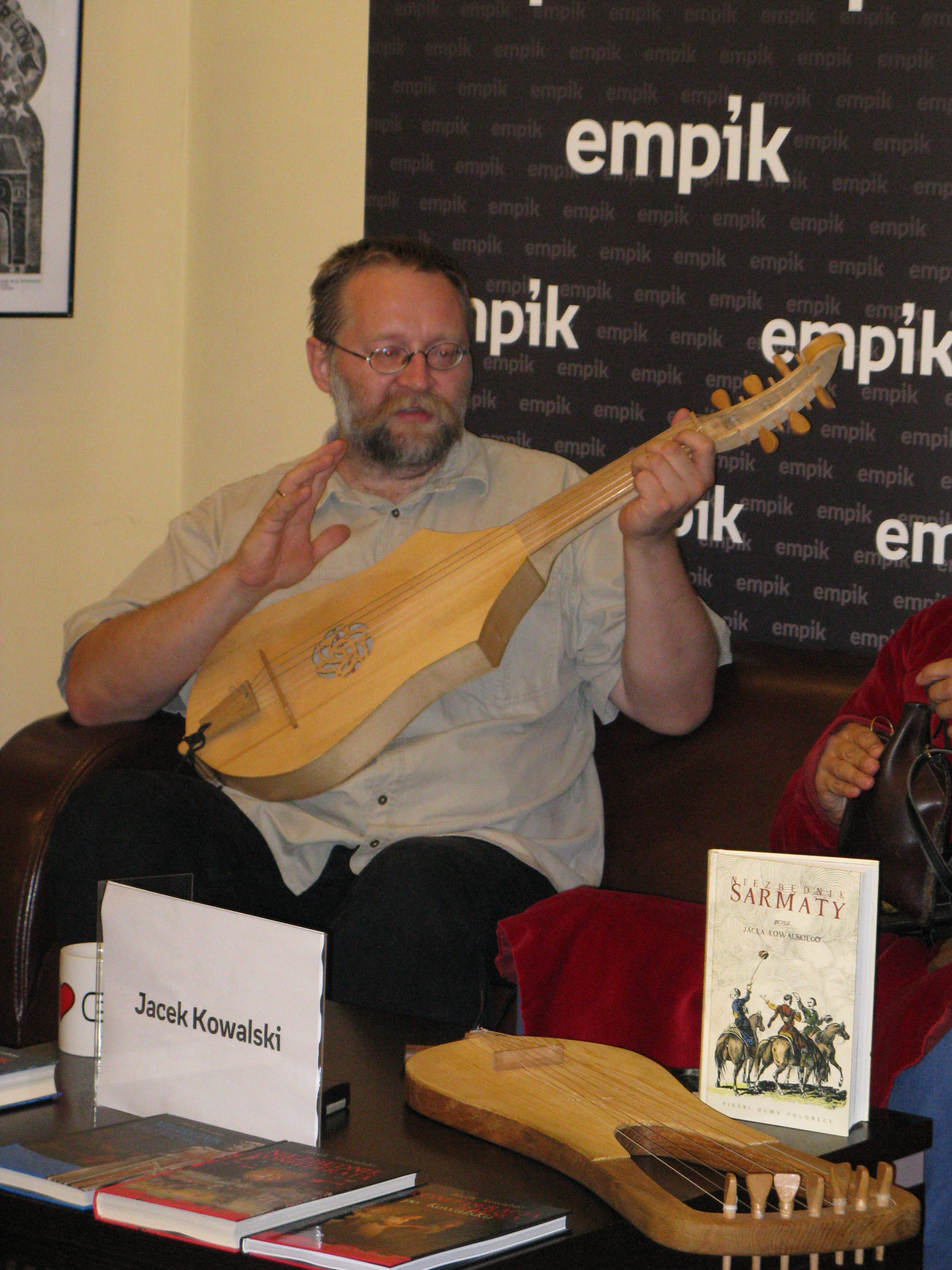
Jacek Kowalski w trakcie spotkania autorskiego w Toruniu, 2008

## Twórczość

### a) Książki autorskie
- Missa est. Msza Święta panów Pasków, Wydawnictwo Dębogóra, Poznań 2019
- Średniowiecze. Obalanie mitów. Podręcznik bojowy, Wydawnictwo Zona Zero, Warszawa 2019
- Straszny Dwór, czyli sarmackie korzenie Niepodległej, Państwowy Instytut Wydawniczy, Warszawa 2018
- Zapomniana trylogia 1863. Traugutt – Grottger – Olszak, Wydawnictwo Dębogóra, Poznań 2016
- Sarmacja. Obalanie mitów. Podręcznik bojowy, Warszawa 2016 [uhonorowana Nagrodą literacką im. Józefa A. Mackiewicza za rok 2017]
- Meble Kowalskich. Ludzie i rzeczy, Poznań–Dębogóra 2014
- Gorzkie żale i Krótkie Nabożeństwo do Najświętszego Sakramentu arcydzieło polskiej poezji mistycznej ks. Wawrzyńca S. Benika CM. Reprodukcja i edycja pierwodruku z 1707 roku ze zbiorów klasztoru sióstr karmelitanek bosych na Wesołej w Krakowie, opracował [i wstępem poprzedził] Jacek Kowalski, Poznań-Dębogóra 2014 [wstęp, reprint, edycja tekstu]
- Na szlaku kościołów drewnianych wokół Puszczy Zielonka, Poznań 2011 [reedycja w zmienionym kształcie pozycji: Podróż do dwunastu kościółków drewnianych, Murowana Goślina 2008]
- Wielka Encyklopedia Staropolska, Poznań 2011
- Gotyk wielkopolski. Architektura sakralna XIII–XVI wieku, Poznań 2010
- Niezbędnik konfederata barskiego. Awantury, kuranty, pieśni konfederackie i zaściankowe, Poznań 2008 [esej i antologia pieśni oraz płyta CD]
- Kolegiata kórnicka. Od prywatnej świątyni do romantycznego sejmu Rzeczypospolitej. Monografia artystyczna, Kórnik 2007
- Niezbędnik Sarmaty poprzedzony Obroną i Uświetnieniem Sarmacji Obojej. Pieśni, dumy, polonezy [książka i CD], Poznań 2006
- Stanisław Michałowski, Spotkanie z hrabianką Marią Zamoyską, opr. Jacek Kowalski, Żnin 2005
- O czym śpiewają niebiosa, czyli średniowiecze jak świeże bułeczki, Kraków 2002
- Rymowane zamki. Tematy architektoniczne w literaturze starofrancuskiej drugiej połowy XII wieku, Warszawa 2001
- Osobliwości i świętości duszpasterstwa akademickiego (tudzież szkół średnich) oraz klasztoru i kościoła OO. Dominikanów w Poznaniu, Duszpasterstwo Akademickie oo. dominikanów w Poznaniu [1989, druk na prawach rękopisu, broszura].

### b) Książki współautorskie i redagowane (wybór)
- Katedra poznańska. Studia o sztuce, red. Jacek Kowalski, Witold Miedziak, Poznań 2022 [autorstwa JK rozdział: Katedry poznańskiej dzieje i sztuka,s. 19–117]
- Gender. Projekt nowego człowieka? Zbiór studiów, red. Bogna Białecka, Jacek Kowalski, Witold Miedziak, Poznań 2020
- République Sarmate. Anthologie de l’ancienne poésie polonaise. Rzeczpospolita Sarmacka. Antologia poezji staropolskiej, Poznań 2018 [Anna Drzewicka – przekłady, Jacek Kowalski – wstęp i koncepcja, Anna Loba – nota o tłumaczce]
- Literatura staropolska, Poznań 2009 [książka współautorska: Bogdan Hojdis, Jacek Kowalski, Katarzyna Meller; autorstwa JK rozdział: Barok, s. 177–322]
- Dzieje kultury francuskiej, Warszawa 2005 [książka współautorska: J. Kowalski, A. i M. Loba, J. Prokop; autorstwa JK rozdział: Francja Średniowieczna, s. 17–230]
- Wielkopolski Maro. Samuel ze Skrzypny i jego dzieło w Wielkiej i malej ojczyźnie, red. K. Meller, J. Kowalski, Poznań 2002

### Przekłady
- Pieśń o Rolandzie. Przekład śpiewany. Z oryginału starofrancuskiego przełożył i wstępem poprzedził Jacek Kowalski, Wydawnictwo Dębogóra 2024 [książka i płyta CD]
- Powiem o miłości mej. Colin Muset: poeta i pieśni. Napisał, przełożył, melodie przysposobił i zaśpiewał Jacek Kowalski, Poznań 2022 [książka i płyta CD, przekład pieśni wszystkich Colina Museta, truwera z XIII w.]
- Niezbędnik Szuana. Wandea i Bretania w katolickim powstaniu. Pieśni i dzieje, Poznań 2020 [książka i płyta CD]
- Król – poeta – rycerz Boży: Tybald, hrabia Szampanii. Żywot, epoka, pieśni. Napisał, przełożył, melodie przysposobił i zaśpiewał Jacek Kowalski, Poznań 2021 [książka i płyta CD; rozdział o muzycznej interpretacji pieśni truwerów napisał i nuty opracował Tomasz Dobrzański]
- Ojcze nasz. Przekłady, parafrazy i inne literackie opracowania Modlitwy Pańskiej, red. J. Choroszy, t. 1–2, Wrocław 2008 [tu: kilkanaście przekładów poetyckich utworów starofrancuskich pióra JK]
- Niezbędnik Trubadura. Dumania, kancony i romanse, Poznań 2007 [esej i antologia pieśni starofrancuskich w przekładach własnych oraz CD z reedycją nagrań „Trubadurzy i truwerzy…” z 1997 i „Pieśń o bitwie…” z 1999 roku]
- Napoleon Bonaparte, Clisson i Eugenia, przeł. JK, Poznań 2006
- Niezbędnik krzyżowca. Pieśni i opowieści krucjatowe, Poznań 2006 [esej i antologia pieśni starofrancuskich w przekładach własnych oraz CD z reedycją nagrania „Rycerze Dobrej Opieki” z 2003 roku]
- Alain Chartier, Brewiarz Szlachetnych / Breviaire des nobles, przeł. JK, „Christianitas” 2004, 19/20, s. 195–211
- Karol Orleański, Ronda i ballady. Wybrał i przełożył JK, Warszawa 2000
- Klemens Janicki, «O sobie samym do potomności». Księga żalów – Elegia VII. Zestaropolszczył Jacek Kowalski, Centrum Kultury Zamek, Poznań 2000 (broszura)
- François Villon, Legaty, czyli Mały Testament, przeł. JK, Poznań 1994

### Autorskie publikacje poetyckie
- Misterium Męki Pańskiej w Górze Kalwarii, Poznań 2013 [tekst misterium – JK; album fotografii – Paweł Kula]
- Opowieść o Persewalu i świętym kielichu Graalu, Dębogóra 2010 [baśń muzyczna na motywach „Opowieści o Graalu” Krystiana z Troyes; książka z ilustracjami pióra autora z załączoną płytą CD – reedycją nagrania z 1993 roku]
- La Queste del Saint Graal [sztuka mowa wiązaną], „Christianitas” 37/38 (2008)
- Szopka dominikańska JK. Choix 1988–2006, Poznań 2007
- Konfederacja Barska po Kowalsku i Historia o Gogolewskim, Poznań 2008 [poszerzona reedycja tomiku z przydaniem Historii o Gogolewskim – tragifarsy mową wiązaną pisanej – oraz reedycją płyty CD z 1998 r.]
- Receptury Klasztorne, Poznań 2005 [przepisy kulinarne i wierszyki – wydanie zbiorowe poprzednich tomików – wiele wznowień w latach następnych]
- Receptury z klasztornej kuchni. Przepisy wigilijne, Poznań 2005 [przepisy kulinarne i wierszyki]
- Z klasztornego piekarnika, Poznań 2004 [przepisy kulinarne i wierszyki]
- Z klasztornej piwniczki, Poznań 2004 [przepisy kulinarne i wierszyki]
- Na kościółek drewniany w Kicinie, Kicin 2001
- Śpiewniczek Sarmacki Jacka Kowalskiego [znacznie poszerzony w stosunku do pierwszego wydania], Poznań–Zakopane 1997
- Blokomachia, Kraków – Poznań 1990 [druk – formalnie jeszcze – drugiego obiegu]
- Simfonie Dawidowe, Grono Przyjacielskie, Kraków – Poznań 1988 [druk drugiego obiegu]
- Śpiewniczek Sarmacki Jacka Kowalskiego, Grono Przyjacielskie, Kraków – Poznań 1988 [druk drugiego obiegu]

### Dyskografia
- Król i błazen, Poznań 2022 [CD: pieśni wszystkie Colina Museta w przekładzie i wykonaniu Jacka Kowalskiego, opracowanie Tomasza Dobrzańskiego, gra Klub Świętego Ludwika, dodatek do książki: Powiem o miłości mej. Colin Muset: poeta i pieśni. Napisał, przełożył, melodie przysposobił i zaśpiewał Jacek Kowalski]
- Król – poeta – rycerz Boży: Tybald, hrabia Szampanii, Poznań 2021 [CD: pieśni Tybalda hrabiego Szampanii w przekładzie i wykonaniu Jacka Kowalskiego, opracowanie Tomasza Dobrzańskiego, gra Klub Świętego Ludwika, dodatek do książki o tym samym tytule]
- Rzeczpospolita Niebieska. Piosenki Jacka Kowalskiego [CD], Poznań 2020
- Śpiewniczek wandejski, Poznań 2020 [CD: Jacek Kowalski (śpiew, teksty, przekłady, melodie), Tomasz Dobrzański (aranżacje, kierownictwo muzyczne), zespół Klub Świętego Ludwika] ; dodatek do książki Niezbędnik Szuana. Wandea i Bretania w katolickim powstaniu. Pieśni i dzieje]
- Jasny Bóg. Kolędy Jacka Kowalskiego z Szopki Dominikańskiej, Poznań 2019 [CD: Jacek Kowalski (teksty, melodie, śpiew), Anita Bittner (aranżacje, kierownictwo muzyczne), zespół Monogramista JK, schola Ecce adsum]
- Powstańcze śpiewy Poznańczyków, Poznań 2018 [CD: Jacek Kowalski (śpiew, wybór pieśni historycznych), Anita Murawka (aranżacje, kierownictwo muzyczne), gra zespół Monogramista JK]
- Idźmy! Śpiewy powstańcze 1863, Poznań 2013 [CD: Jacek Kowalski (dobór pieśni, śpiew), Henryk Kasperczak (aranżacje, kierownictwo muzyczne), Anna Śliwa (skrzypce)]
- Dumy staropolskie, Poznań 2012 [CD: Jacek Kowalski (wybór pieśni, śpiew), Henryk Kasperczak (opracowanie muzyczne, lutnia, teorba, rba), Robert Rekiel (instrumenty perkusyjne)
- Blokomachia. Piosenki z lat osiemdziesiątych [CD], Żnin 2012
- Patrz tam, gdzie Sarmacja, Kraków 2011 [CD live: Jacek Kowalski (śpiew, teksty, melodie), Tomasz Dobrzański (aranżacje, kierownictwo muzyczne), zespół Klub Świętego Ludwika; dodatek do „Polonia Christiana”]
- Kolędowanie staropolskie, Poznań 2010 [CD: Jacek Kowalski, Anita Murawka, zespół Monogramista JK]
- Historie dominikańskie, Kraków 2010 [CD: Jacek Kowalski (śpiew, teksty, melodie), Tomasz Dobrzański (aranżacje, kierownictwo muzyczne), zespół Klub Świętego Ludwika]
- Grunwald 1410 po Kowalsku, Poznań 2010 [CD: Jacek Kowalski (śpiew, teksty, melodie), Tomasz Dobrzański (aranżacje, kierownictwo muzyczne), zespół Klub Świętego Ludwika]
- Nie masz pana nad ułana, Warszawa 2010 [CD live: zapis koncertu emitowanego na żywo ze Studio im. Agnieszki Osieckiej 11 listopada 2008; Jacek Kowalski (śpiew, wybór tekstów historycznych, teksty własne, melodie), Anita Murawka (aranżacje, kierownictwo muzyczne), Wiesław Wolnik (aranżacje, gitara)]
- Wojna i Miłość, Warszawa 2009 [CD: Jacek Kowalski (śpiew, teksty, przekłady, melodie), Tomasz Dobrzański (aranżacje, kierownictwo muzyczne), zespół Klub Świętego Ludwika]
- Niezbędnik konfederata barskiego, Poznań 2008 [CD: Jacek Kowalski (śpiew), Anita Murawka (aranżacje), kierownictwo muzyczne, zespół Monogramista JK; płyta załączona do książki tegoż tytułu]
- Pieśni drewnianych kościółków, Murowana Goślina 2008 [Jacek Kowalski (teksty, melodie, dobór tekstów i melodii dawnych, śpiew, citola), Tomasz Dobrzański (aranżacje, kierownictwo muzyczne), zespół Klub Świętego Ludwika; płyta CD dodana do książki JK Podróż do dwunastu kościółków drewnianych]
- Niezbędnik Sarmaty, Poznań 2006 [CD: Jacek Kowalski (śpiew, teksty, przekłady, melodie), Tomasz Dobrzański (aranżacje, kierownictwo muzyczne), zespół Klub Świętego Ludwika; płyta załączona do książki tegoż tytułu]
- Otruta markiza. Stare ballady francuskie po polsku, Hamburg 2005 [CD: Jacek Kowalski (śpiew, teksty, przekłady, melodie), Tomasz Dobrzański (aranżacje, kierownictwo muzyczne), zespół Klub Świętego Ludwika]
- Dwie Sarmacje, Poznań 2005 [CD, dodatek do „Christianitas” z grudnia 2005; zapis koncertu ze stycznia 1995 roku: Jacek Kaczmarski (teksty, melodie, śpiew, gitara), Jacek Kowalski (teksty, melodie, śpiew, gitara), Wiesław Wolnik (aranżacje, kierownictwo muzyczne), zespół Monogramista JK]
- Hey, hey, hey. Kolędy staropolskie [CD: Jacek Kowalski (śpiew, gitara, wybór tekstów historycznych), Anita Murawka (aranżacje, kierownictwo muzyczne), zespół Monogramista JK], Poznań 2004 [dodatek do „Christianitas” z grudnia 2004]
- Rycerze dobrej opieki. Pieśni wypraw krzyżowych, Poznań 2003 [przekłady pieśni krucjatowych pióra Jacka Kowalskiego wykonane przez tłumacza, w opracowaniu Tomasza Dobrzańskiego, z towarzyszeniem zespołu Klub Świętego Ludwika] późniejsza reedycja dodana do książki Jacka Kowalskiego Niezbędnik krzyżowca, Poznań 2006]
- Serce i rozum, Kraków 2003 [CD live: Jacek Kowalski (teksty, melodie, śpiew, gitara), Wiesław Wolnik (aranżacje, kierownictwo muzyczne), zespół Monogramista JK]
- Pieśń o bitwie Pod Grunwaldem, Poznań–Warszawa 1999 [broszura i CD: Jacek Kowalski (śpiew, lira średniowieczna), Tomasz Dobrzański (kierownictwo muzyczne, crwth)] [dwujęzyczna, polsko-francuska edycja zabytku staropolskiego]
- Konfederacja barska po Kowalsku, Kraków 1998 [CD:Jacek Kowalski (teksty, melodie, śpiew, gitara), Wiesław Wolnik (aranżacje, kierownictwo muzyczne), zespół Monogramista JK]
- Trubadurzy i truwerzy po polsku, Kraków 1997 [kaseta: Jacek Kowalski (śpiew, gitara, lira średniowieczna), Jan Gołaski (kierownictwo muzyczne, śpiew), Tomasz Dobrzański (kierownictwo muzyczne, crwth), Ewa Pezacka-Walker (flet, śpiew), Karol Olejniczak (gitara)]
- Opowieść o Persewalu i świętym kielichu Graalu, Kraków 1993 [kaseta: baśń muzyczna na motywach „Opowieści o Graalu” Krystiana z Troyes; nagranie reedytowane w 2010 na CD jako dodatek do książki o tym samym tytule]
- Śpiewniczek sarmacki Jacka Kowalskiego, Kraków 1991 [kaseta – nowe nagranie: Jacek Kowalski (śpiew, teksty, melodie), Wiesław Wolnik (aranżacje, kierownictwo muzyczne), zespół Monogramista JK]
- Simfonie Dawidowe, Kraków 1990 [kaseta: Jacek Kowalski (śpiew, teksty, melodie), Wiesław Wolnik (aranżacje, kierownictwo muzyczne), zespół Monogramista JK; reedycja publikacji drugiego obiegu z 1988 roku]
- Śpiewniczek Sarmacki Jacka Kowalskiego, Grono Przyjacielskie, Kraków 1988 [kaseta – publikacja drugiego obiegu: Jacek Kowalski (śpiew, teksty, melodie), Wiesław Wolnik (aranżacje, kierownictwo muzyczne), zespół Monogramista JK]

## Skład zespołów muzycznych, z którymi występuje

### Monogramista JK (instrumentarium współczesne)[48]
- Jacek Kowalski – śpiew, gitara, teksty i melodie własne lub wybór utworów historycznych
- Anita Murawka z d. Bittner (szef artystyczny zespołu Monogramista JK) – fagot, aranżacje
- Wojciech Winiarski – gitara
- Wiesław Wolnik (pierwszy szef muzyczny zespołu Monogramista JK) – gitara, aranżacje
- Justyna Gertner-Piechel – wiolonczela
- Marzena Łopińska – flet (dawniej Marzena Rotnicka)
- Robert Rekiel – instrumenty perkusyjne

Dodatkowo m.in.:
- Maria Gołaska – śpiew

### Klub Świętego Ludwika(instrumentarium dawne)[49]
- Jacek Kowalski – śpiew, gitara, teksty i melodie własne lub wybór utworów historycznych
- Tomasz Dobrzański – kierownictwo muzyczne, aranżacje, giterna, szałamaja, flet prosty, dudy

Z Klubem Świętego Ludwika współpracowało i współpracuje wielu muzyków dawnych, uczestnicząc w koncertach w zależności od charakteru podejmowanego przedsięwzięcia:
- Henryk Kasperczak – lutnia renesansowa, teorban, rba, gitara romantyczna
- Agnieszka Obst-Chwała – fidel, skrzypce
- Paweł Iwaszkiewicz – szałamaja, flet prosty, dudy
- Julia Kosendiak – viola da gamba
- Olga Czernikow – regał (instrument), pozytyw (instrument muzyczny)
- Jacek Muzioł – instrumenty perkusyjne
- Anna Śliwa – skrzypce, fidel
- Marek Nahajowski – flety, szałamaje
- Jan Kiernicki – lutnia, lira korbowa
- Ewa Pezacka-Walker – flet, śpiew[50]
- Karol Olejniczak – gitara[50]
- Jan Gołaski – śpiew, lira korbowa[50]